# Кімберлі (плато)

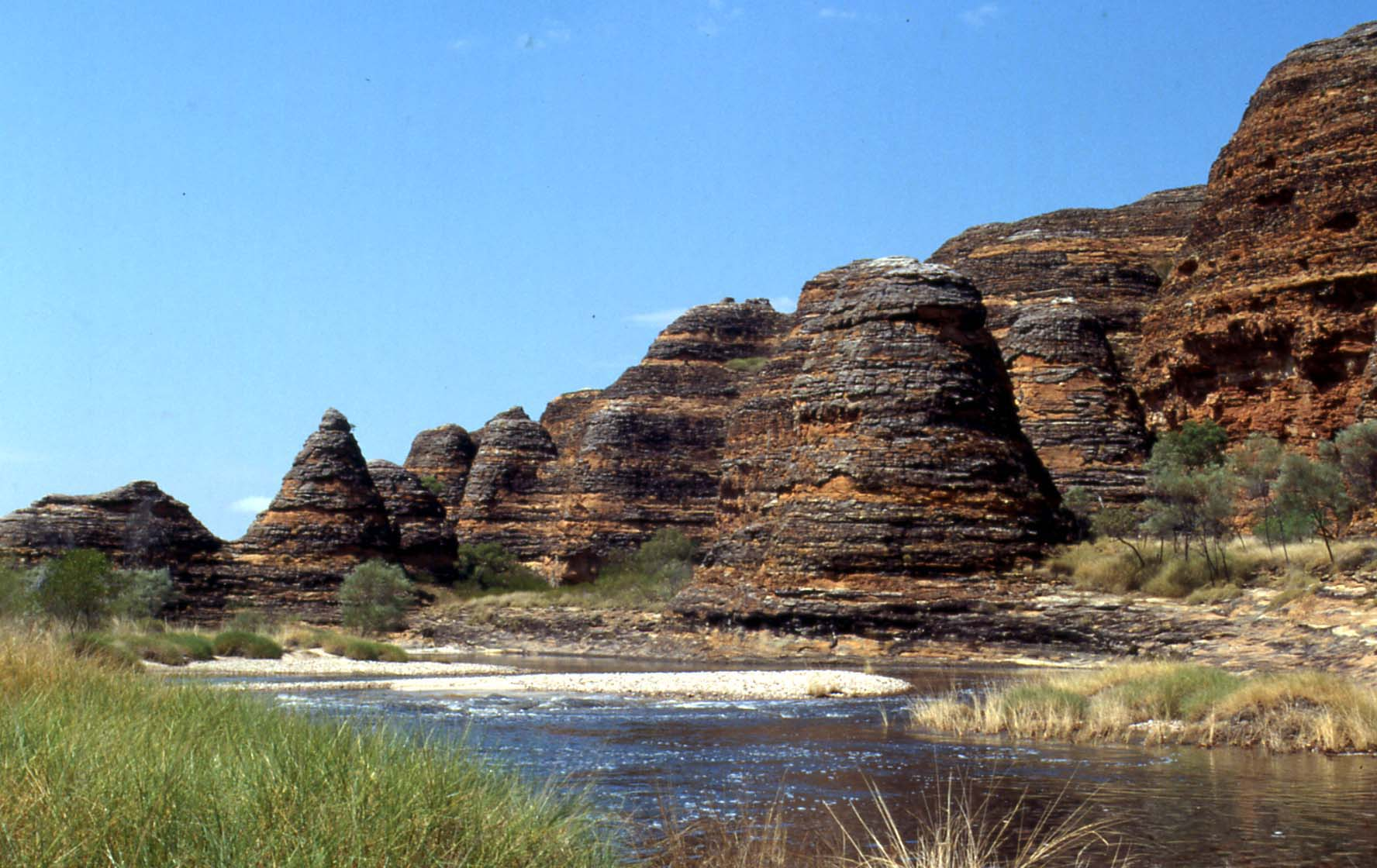
Національний парк Пурнулулу

16°00′ пд. ш. 126°30′ сх. д. / 16° пд. ш. 126.5° сх. д.
Кімберлі (англ. Kimberley) — плато на північному заході Австралії.
Названо у другій половині XIX ст. на честь міністра колоній того часу Джона Вудхауса, графа Кімберлі.

## Географія
Висота 200—500 м, максимальна — 936 м. На північному заході круто обривається до океану, береги рясніють бухтами і мисами. Складено древніми кристалічними породами і пісковиками, на сході — базальтами, на півдні — вапняки. Обмежено на південному заході хребтом Кінг-Леополд.
Розчленоване ерозією на окремі плато і хребти висотою до 936 м (гора Орд), багато карстових улоговин, воронок, колодязів і печер.

## Клімат
Клімат субекваторіальний літньо-вологий. Опадів від 380 мм на рік на південному сході до 1300 мм на північному заході.

## Флора
На півночі — вічнозелене евкаліптове рідколісся, по долинах річок — тропічні ліси, на півдні — аридне рідколісся, на пісковикових плато — злаки і чагарники.

## Пам'ятки природи
На території Плато Кімберлі розташовані Національний парк Пурнулулу (англ. Purnululu National Park), включений до списку об'єктів Світової спадщини ЮНЕСКО та національний парк Гейкі-Гордж англ. Geikie Gorge National Park. Наскельні малюнки аборигенів, метеоритний кратер.